# Il Pianeta degli alberi di Natale
Il Pianeta degli alberi di Natale è un romanzo natalizio scritto da Gianni Rodari, pubblicato in volume per la prima volta nel 1962 in Italia.

## Storia editoriale
Il Pianeta degli alberi di Natale uscì per la prima volta come racconto sul quotidiano Paese Sera sul numero del 24/25 dicembre 1959. Nella raccolta Filastrocche in cielo e in terra, uscita nel 1960, fu inclusa una filastrocca ispirata al racconto e intitolata parimenti Il Pianeta degli alberi di Natale
Nella prima edizione in volume del 1962 fu aggiunta una seconda parte, intitolata Cose di quel pianeta, contenente facezie e filastrocche relative al mondo dov'è ambientata la storia.

## Trama
Un bambino romano di nome Marco riceve in regalo dal nonno un cavallo a dondolo, in sella al quale, con suo grande stupore, si alza in volo fino agli spazi siderali. Lì viene raccolto da un'astronave extraterrestre, che lo porta sul suo pianeta, dove gli viene assegnato come guida un suo coetaneo, Marcus. La prima cosa che Marco nota, nella città nella quale è stato appena sbarcato, è la grande quantità di alberi di Natale addobbati, che si trovano in ogni viale, nonostante sia ancora ottobre: infatti, come Marcus gli spiega, sul pianeta ogni giorno dell'anno è Natale.
Marcus porta Marco al Gran bazar Spaccatutto, dove grandi e piccini, per sfogare la rabbia, possono distruggere tutto quello che trovano, e in un ristorante, dove dei robot servono loro delle pietanze strane ma gustose, senza che debbano pagare. Marco scopre infatti che sul pianeta non si usa denaro, e che i clienti possono prelevare gratis dai negozi, gestiti da robot, tutto quello che desiderano.
L'unica minaccia al pianeta viene dagli Arcicani, una specie di giganteschi cani urlanti che possono muoversi nello spazio. Per sventarla, Marco propone di fabbricare degli Arciossi, da lanciare agli Arcicani perché si allontanino. La proposta ha successo, e a Marco viene eretta una statua di neve. Il ragazzo però inizia a sospettare che Marcus gli nasconda qualcosa, tanto più da quando ha appreso di non essere l'unico terrestre approdato sul pianeta. Lo pedina perciò fino al Palazzo del Governo-Che-Non-C'È dove scopre che Marcus, che è un personaggio molto importante, ha escogitato un piano per ingraziarsi i terrestri, che si prevede arriveranno sul pianeta entro pochi decenni grazie ai progressi dell'astronautica: per mezzo di cavalli a dondolo volanti fanno arrivare sul pianeta dei ragazzini della Terra per sottoporli a una prova, che se superata permetterà loro di tornare a casa; in caso contrario dovranno restare sul pianeta. Marco teme di non riuscire a far ritorno sulla Terra e fugge verso l'aeroporto, intenzionato a imbarcarsi clandestinamente; il suo ritorno invece è già stato approvato. L'attacco degli Arcicani costituiva la prova che è stata superata brillantemente grazie alla proposta di una soluzione non violenta.
Marco si risveglia nel suo letto: a Roma è trascorsa solo una notte. Le sue pantofole odorano ancora della polvere raccolta sull'altro pianeta, ma non trova più il rametto d'abete che aveva portato con sé, e grazie al quale sperava di fare della Terra un altro "Pianeta degli alberi di Natale".

## Edizioni
- Il Pianeta degli alberi di Natale, collana Libri per ragazzi, illustrazioni di Bruno Munari, n. 11, Torino, Einaudi, 1962.
- Il Pianeta degli alberi di Natale, collana La scaffale d'oro, illustrazioni di Francesco Altan, San Dorligo della Valle, Einaudi Ragazzi, 1995.
- Il Pianeta degli alberi di Natale, illustrazioni di Francesco Altan, La collana fantastica, n. 30, Trieste, Edizioni EL, 1997.
- Il Pianeta degli alberi di Natale, collana La bibliotechina, illustrazioni di Anton Gionata Ferrari, Milano, Einaudi Scuola, 2002.
- Il Pianeta degli alberi di Natale, illustrazioni di Francesco Altan, La collana fantastica, n. 30, allegato al Resto del Carlino, La Nazione o Il Giorno, Bologna, QN, 2005.
- Il Pianeta degli alberi di Natale, illustrazioni di Bruno Munari, San Dorligo della Valle, Einaudi Ragazzi, 2008, ISBN 978-88-7926-732-8.
- Il Pianeta degli alberi di Natale, in I libri della fantasia, San Dorligo della Valle, Einaudi Ragazzi, 2009, ISBN 978-88-7926-790-8.
- Il Pianeta degli alberi di Natale, collana La biblioteca di Gianni Rodari, illustrazioni di Bruno Munari, n. 25, San Dorligo della Valle, Einaudi Ragazzi, 2011, ISBN 978-88-7926-951-3.
- Il Pianeta degli alberi di Natale, collana La biblioteca della fantasia, illustrazioni di Bruno Munari, allegato a Il Sole 24 ore, n. 25, Milano, Il Sole 24 ore, 2012.
- Il Pianeta degli alberi di Natale, illustrazioni di Bruno Munari, allegato al Corriere della Sera o alla Gazzetta dello Sport, Milano, RCS, 2015.
- Il Pianeta degli alberi di Natale, collana Le grandi collezioni, allegato a un quotidiano del gruppo editoriale GEDI, n. 14, Roma, GEDI, 2018.
- Il Pianeta degli alberi di Natale, collana 100 storie Gianni Rodari, Roma, Edikids, 2020, ISBN 9788855141093.
- Il Pianeta degli alberi di Natale, collana I libri del Corriere della Sera, allegato al Corriere della Sera o alla Gazzetta dello Sport, n. 11, Milano, RCS, 2021.